# Bonner Durchmusterung
Bonner Durchmusterung (BD) et kombineret katalog over stjernepositioner og et stjerneatlas bestående af 36 blade. Det blev udarbejdet på grundlag af visuelle målinger af stjerner på hovedsagelig den nordlige himmel. Observationerne blev udført på Bonn-observatoriet under universitetet i Bonn mellem 1846 og 1863. Det er i dag tilgængeligt på nettet i bogform og som tabel.
Den tyske betegnelse Durchmusterung ("gennemmønstring") blev også anvendt på andre sprog (endog på fransk) for omfattende, systematiske stjernekataloger.
En illustration, der viser den del af himlen nord for deklination -2°, som blev kortlagt med BD-kataloget, kan ses på den tyske side.  om emnet. (Farvekoden angiver tætheden af stjerner: Ingen:sort. Voksende tæthed: Violet, blå, grøn, gul, orange, rød. Man kan ane forløbet af Mælkevejen, hvor stjernetætheden er størst).

## Beskrivelse
Projektet blev igangsat af astronomen Friedrich Wilhelm Argelander. Gennemmønstringen omfattede 324 198 objekter i deklinationsområdet fra +90° til −2° og med størrelsesklasser til 9.5, delvis også til 10. Hertil anvendtes en kometsøger fremstillet af Joseph von Fraunhofer. Kikkertens linsediameter var 7.7 cm og brændvidden 65 cm. Rektascensionen blev målt med en nøjagtighed på 0.1 tidssekund og deklinationen med en nøjagtighed på 0.1 vinkelminut. Stjernens visuelle størrelsesklasse blev bestemt med en nøjagtighed på 0.1. Positionerne refererer til epoken B1855.0.
Argelanders efterfølger som direktør for observatoriet, Eduard Schönfeld, udvidede mellem 1875 og 1881 BD til at omfatte alle sydlige stjerner, som netop kunne ses fra Bonn med deklinationer mellem {\displaystyle -}2° og {\displaystyle -}23°. Denne Südliche Durchmusterung  omfatter yderligere 133 659 stjerner.
I tidsrummet fra 1892 til 1914 gennemførte argentinske astronomer på observatoriet i Córdoba en fortsat gennemmønstring af den sydlige himmel ned til deklination {\displaystyle -}90°. Denne Córdoba Durchmusterung, forkortet CD, omfattede ca. 578 000 stjerner.
Til sammen giver de to gennemmønstringer et systematisk katalog på over en million stjerner ned til knap 10. størrelse. Det er den sidste store kortlægning af himlen, som blev gennemført ved visuel observation i tiden før anvendelse af fotografi.
Stjernerne i BD er katalogiseret i første omgang efter, hvilken deklinationszone de befinder sig i. Således henviser betegnelsen {\displaystyle -}2° til deklinationszonen [{\displaystyle -}2°, {\displaystyle -}1°], og tilsvarende op til +89°, der omfatter intervallet [+89°, +90°]. I anden omgang sorteres stjernerne i hvert bånd efter voksende rektascension med et løbenummer. Eksempelvis er den markante røde stjerne på Orions højre skulder, Betelgeuze, med Beyer-betegnelsen Alfa Orionis registreret som BD +7° 1055. Den befandt sig altså i deklinationsbåndet [7°, +8°] (og gør det i øvrigt stadig) og har løbenummeret 1055 sorteret efter rektascension. For Cordoba Durchmusterung kan man for eksempel anvende CD {\displaystyle -}45° 13677.

## Moderne gennemmønstringer
Observationer foretaget fra rummet har den oplagte fordel, at man slipper af med påvirkninger fra brydning og absorption i Jordens atmosfære.
Den astrometriske satellit Hipparcos var i drift mellem 1989 og 1993 og målte her på omkring 118 000 stjerner fordelt over hele himlen. Resultaterne er blevet offentliggjort i tre kataloger:
- Hipparcos Catalogue (118 000 stjerner, gennemsnitlig nøjagtighed: 0.001″)
- Tycho Catalogue (omkring 1 050 000 stjerner med en nøjagtighed på 0.03″)
- Tycho-2 Catalogue (omkring 2 500 000 stjerner), forbedret for effekter fra dobbeltstjerner og stjerners egenbevægelse under anvendelse af data fra Astrographic Catalogue.

Den astrometriske satellit Gaia, som blev opsendt i december 2013, har katalogiseret 1 milliard stjerner i Solens omegn med en nøjagtighed på ned til 20 mikrobuesekunder (0.000020″).